# Porcellio carthaginensis
Porcellio carthaginensis là một loài chân đều trong họ Porcellionidae. Loài này được Silvestri miêu tả khoa học năm 1897.